# La Motte-d'Aigues
Pour les articles homonymes, voir La Motte.
La Motte-d'Aigues est une commune française du canton de Pertuis, située dans le département de Vaucluse, en région Provence-Alpes-Côte d'Azur, à 35 km au nord d'Aix-en-Provence.
Ses habitants sont les Mottassins et les Mottassines.

## Géographie
Le village est posé sur le contrefort sud du massif du grand Luberon, au pied de son sommet, le Mourre Nègre, culminant à 1 125 m d'altitude, à faible distance de l'étang de la Bonde, plus grand plan d'eau artificiel du département (30 hectares), qui constitue depuis le XVe siècle une pièce maîtresse de l'irrigation du pays d'Aigues.
Le territoire communal, d'une superficie de 1 463 hectares, est constitué pour un tiers de bois en forte pente, de deux zones urbanisées (le Village et le lotissement du Plan, sur d'anciens champs d'oliviers), et pour un autre tiers d'une plaine agricole irriguée (vignes, céréales et vergers), comprenant plusieurs bastides liées à deux grands domaines agricoles : le domaine de La Bonde et le domaine de Saint-Jean, issus des propriétés de la marquise de Caumont, vendues sous le Second Empire.
|                    | Saint-Martin-de-Castillon | Peypin-d'Aigues            |
| Cabrières-d'Aigues | La Motte-d'Aigues         | Saint-Martin-de-la-Brasque |
| Sannes             | La Tour-d'Aigues          |                            |

### Voies de communication et transports

#### Voies routières
La route départementale 120, qui dessert le nord de la commune, et la route départementale 27, qui dessert le sud de celle-ci, passent dans le village.

#### Services autocars
Le village est desservi par la ligne départementale 17.1 (Cabrières-d'Aigues, La Motte-d'Aigues, Pertuis, Aix-en-Provence).

### Sismicité
Les cantons de Bonnieux, Apt, Cadenet, Cavaillon, et Pertuis sont classés en zone Ib (risque faible). Tous les autres cantons du département de Vaucluse sont classés en zone Ia (risque très faible). Ce zonage correspond à une sismicité ne se traduisant qu'exceptionnellement par la destruction de bâtiments.

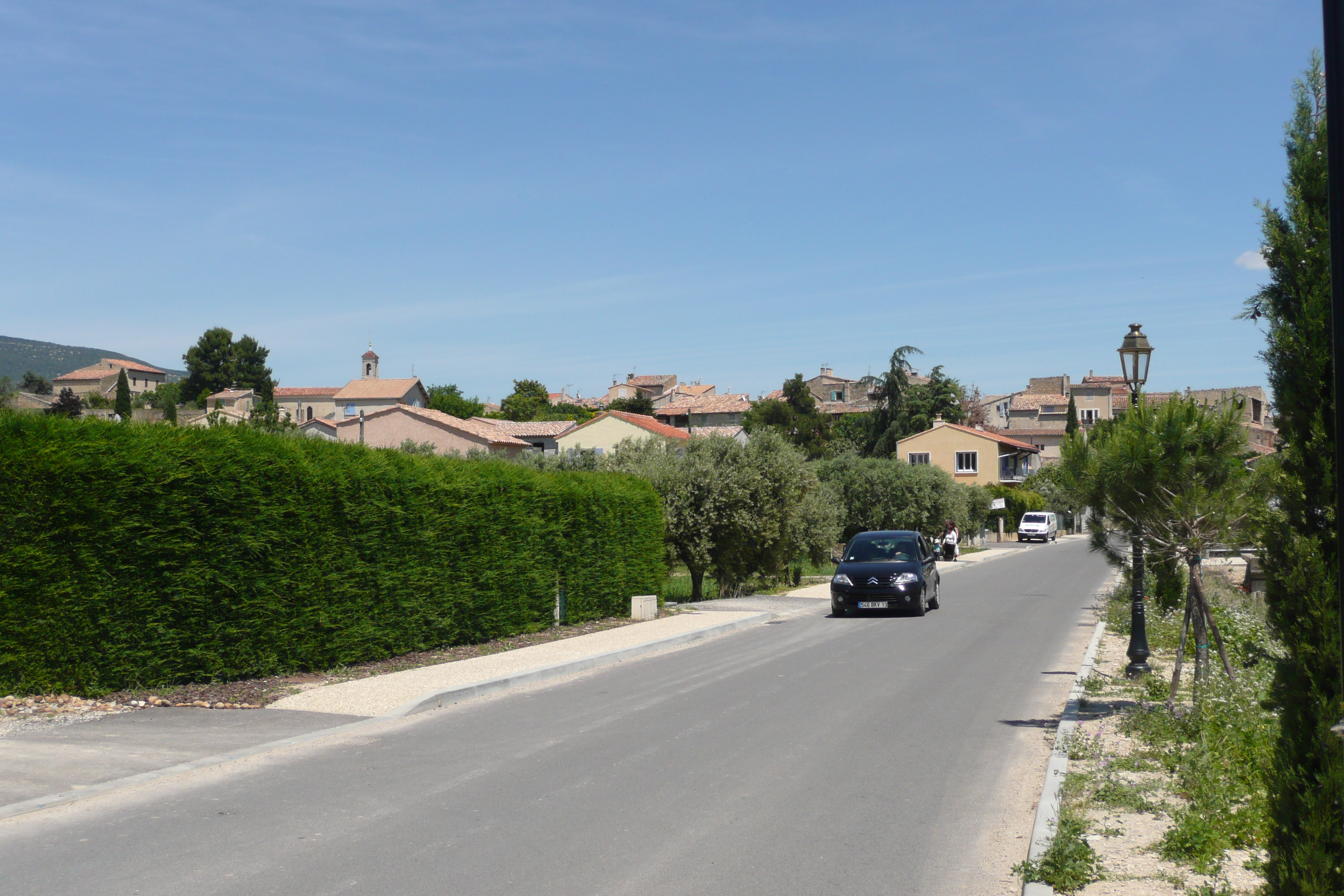
L'entrée du village de la Motte-d'Aigues par la RD 120.

### Hydrographie
Le territoire de la commune est traversé par quatre rivières au régime torrentiel :
- le torrent le Riou, 11,3 km, qui passe par les communes de La Motte-d'Aigues, Peypin-d'Aigues, Saint-Martin-de-la-Brasque et La Tour-d'Aigues[3] ;
- le Vallat des Cayoux, 2 km, qui se retrouve sur la commune de la Tour-d'Aigues[4] ;
- le ruisseau l'Ourgouse, 13,2 km, qui traverse les communes de Cabrières-d'Aigues, la Motte-d'Aigues, Saint-Martin-de-la-Brasque et la Tour-d'Aigues[5]. 
 Il a lui-même un affluent : le torrent de Pissay, 3,1 km, qui prend sa source dans la commune de La Motte-d'Aigues[6].

Situé en bordure de la commune, l'étang de la Bonde, le plus grand plan d'eau du département, est alimenté principalement par la source du Mirail, il se déverse dans de nombreux petits cours d'eau affluents directs en rive droite de la Durance comme l'Èze.
Il y a aussi d'autres sources de plus faible importance sur la commune :
- Le Rocher de l'Aigle ;
- Cante Bonne.

### Climat
Pour des articles plus généraux, voir Climat de Provence-Alpes-Côte d'Azur et Climat de Vaucluse.
En 2010, le climat de la commune est de type climat méditerranéen altéré, selon une étude du Centre national de la recherche scientifique s'appuyant sur une série de données couvrant la période 1971-2000. En 2020, Météo-France publie une typologie des climats de la France métropolitaine dans laquelle la commune est exposée à un climat méditerranéen et est dans la région climatique  Provence, Languedoc-Roussillon, caractérisée par une pluviométrie faible en été, un très bon ensoleillement (2 600 h/an), un été chaud (21,5 °C), un air très sec en été, sec en toutes saisons, des vents forts (fréquence de 40 à 50 % de vents > 5 m/s) et peu de brouillards. 
Pour la période 1971-2000, la température annuelle moyenne est de 12,7 °C, avec une amplitude thermique annuelle de 16,9 °C. Le cumul annuel moyen de précipitations est de 712 mm, avec 5,7 jours de précipitations en janvier et 2,8 jours en juillet. Pour la période 1991-2020, la température moyenne annuelle observée sur la station météorologique de Météo-France la plus proche, « Sannes », sur la commune de Sannes à 3 km à vol d'oiseau, est de 13,5 °C et le cumul annuel moyen de précipitations est de 692,8 mm. 
La température maximale relevée sur cette station est de 42,3 °C, atteinte le 28 juin 2019 ; la température minimale est de −14,5 °C, atteinte le 30 décembre 1996,,. 
Les paramètres climatiques de la commune ont été estimés pour le milieu du siècle (2041-2070) selon différents scénarios d'émission de gaz à effet de serre à partir des nouvelles projections climatiques de référence DRIAS-2020. Ils sont consultables sur un site dédié publié par Météo-France en novembre 2022.

## Urbanisme

### Typologie
Au 1er janvier 2024, La Motte-d'Aigues est catégorisée bourg rural, selon la nouvelle grille communale de densité à sept niveaux définie par l'Insee en 2022.
Elle appartient à l'unité urbaine de La Motte-d'Aigues, une agglomération intra-départementale regroupant deux  communes, dont elle est ville-centre,,. Par ailleurs la commune fait partie de l'aire d'attraction de Marseille - Aix-en-Provence, dont elle est une commune de la couronne,. Cette aire, qui regroupe 115 communes, est catégorisée dans les aires de 700 000 habitants ou plus (hors Paris),.

### Occupation des sols
L'occupation des sols de la commune, telle qu'elle ressort de la base de données européenne d’occupation biophysique des sols Corine Land Cover (CLC), est marquée par l'importance des territoires agricoles (46,4 % en 2018), en diminution par rapport à 1990 (52,2 %). La répartition détaillée en 2018 est la suivante : 
forêts (44,3 %), cultures permanentes (37 %), zones agricoles hétérogènes (9,4 %), zones urbanisées (7,6 %), eaux continentales (1 %), milieux à végétation arbustive et/ou herbacée (0,6 %). L'évolution de l’occupation des sols de la commune et de ses infrastructures peut être observée sur les différentes représentations cartographiques du territoire : la carte de Cassini (XVIIIe siècle), la carte d'état-major (1820-1866) et les cartes ou photos aériennes de l'IGN pour la période actuelle (1950 à aujourd'hui).

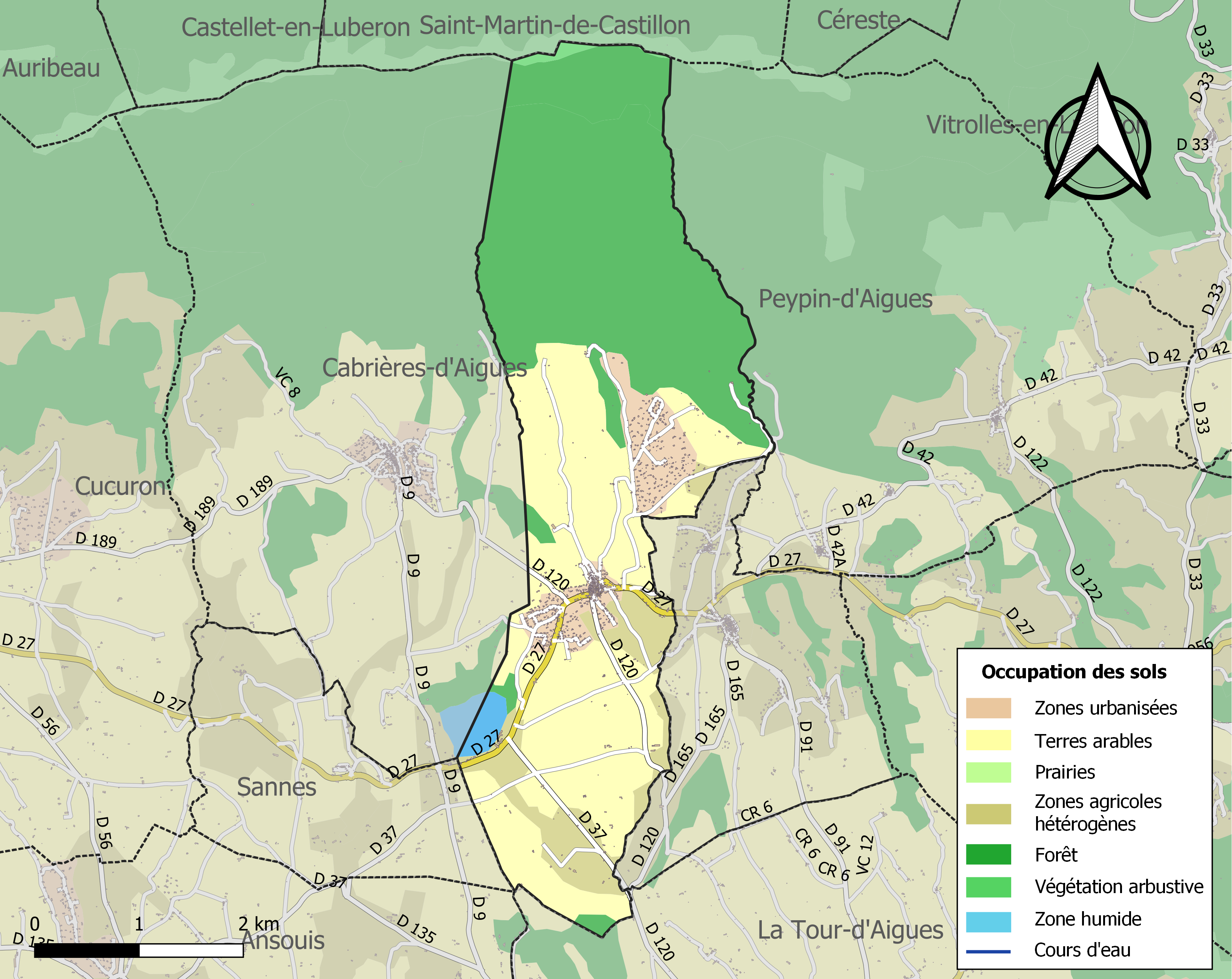
Carte des infrastructures et de l'occupation des sols de la commune en 2018 (CLC).

### Répartition des sols
La répartition des sols de la commune est la suivante (donnée pour un total de) :
| Type d'occupation | Pourcentage | Superficie (en hectares) |
| ----------------- | ----------- | ------------------------ |
| Zones urbaines    | 4,13 %      | 60,52                    |
| Zones agricoles   | 45,81 %     | 671,59                   |
| Zones naturelles  | 50,05 %     | 733,72                   |
| Total             | 100 %       | 1 465,97                 |

Les zones naturelles (la moitié du territoire) sont principalement formées par les forêts méditerranéennes couvrant le petit Luberon. Les zones agricoles sont formées de vergers de fruitiers (oliviers, amandiers, etc.), des champs de lavandin et des vignes (AOC côte- du-luberon).

## Toponymie
Le celtique Mota et le bas-latin Motta désigne une petite élévation, naturelle ou artificielle, la motte sur laquelle s’élève le château seigneurial. On retrouve ces termes : Oppido Muta en 1096, La Mota en 1168, La Motta au XVIe siècle.

## Histoire

### Préhistoire et Antiquité
Près de la ferme Saint-Jean a été découverte et fouillée une nécropole gallo-romaine. Six corps ont été retrouvés ainsi qu'un bloc sculpté, des débris de verres, un vase en céramique intact et des morceaux de tuiles. Cet ensemble a été daté du Ier siècle.

### Moyen Âge
Le village fut fondé vers le XIe siècle. Il est désigné en tant de Mota Aiguerii et comme une dépendance de l'abbaye Saint-André de Villeneuve-lès-Avignon dans les bulles des papes Gélase II et Alexandre III. En 1168, le castrum de la Motte ainsi que ceux de Saint-Martin-de-la-Brasque et de Cadenet sont cédés par Bertrand II à Alix, épouse de Giranud Amic, de la branche cadette de la maison de Sabran.
Le fief de La Motte relevait du comté de Forcalquier au XIIe siècle. Lorsque ce comté perd son indépendance en 1209, à la mort de Guillaume II, un de ses neveux, Guillaume de Sabran tente de le relever. Après une lutte de dix ans, il passe un accord à Meyrargues le 29 juin 1220 avec Raimond Bérenger IV, comte de Provence et lui aussi héritier du comté de Forcalquier. Par cet accord, la moitié sud du comté, dont La Motte, lui est donnée. Guillaume de Sabran conserve sa moitié de comté jusqu'à sa mort, vers 1250.
Ce fief, sous la première et seconde maison d'Anjou, qui régnaient sur le royaume de Naples et le comté de Provence, dépendait de la viguerie d'Apt. Au début du XVe siècle, ce fief était revenu par héritage à Elzéar de Sabran, le petit-neveu du comte d'Ariano. Il dut l'hypothéquer en faveur d'Antoine Brodoqui qui en rendit hommage à Louis II d'Anjou, comte de Provence, en 1417. Puis ayant apuré ses dettes, la seigneurie lui revint en 1428.
Complètement déserté pendant la première moitié du XVe siècle, ce fief fut donné par le roi René, comte de Provence, aux Agoult. Fouquet d'Agoult, baron de Sault et chambellan du roi, décida de créer une réserve d'eau pour le château de La Tour-d'Aigues et fit construire un aqueduc vers 1470.  L'étang dit "de la Bonde" ainsi constitué permit l'irrigation de toute la vallée d'Aigues.
Le roi René confirma le 13 février 1459 le rattachement de Cabrières-d'Aigues, La Motte-d'Aigues et Villelaure à Pertuis.

### Temps modernes
Mais la Motte étant restée inhabitée, en 1505, Louise d'Agoult, tutrice de son neveu François de Bolliers, seigneur de la Motte, la Tour-d'Aigues et Cabrières, signa un acte d'habitation pour repeupler ces terres. Elle fit appel pour cela à des Piémontais, adeptes du valdéisme. Ils furent parmi les premiers Vaudois du Luberon mais pas les seuls : une quarantaine de localités, de part et d'autre du Luberon accueillent au moins 1 400 familles de Vaudois des Alpes, soit environ 6 000 personnes, venues des diocèses alpins de Turin et d'Embrun entre 1460 et 1560, selon l'historien Gabriel Audisio. Les deux tiers de ces futurs Vaudois du Luberon sont arrivés entre 1490 et 1520 et la plupart subissent le massacre de Mérindol, qui détruit 24 villages et cause 3 000 morts.
En 1545, condamné par l'édit de Mérindol en tant que village vaudois, La Motte, tout comme 23 autres villages vaudois du Luberon, fut attaquée. Avec comme chefs militaires Paulin de La Garde et Joseph d'Agoult, sous la direction du premier président du Parlement d’Aix, Jean Maynier, baron d’Oppède, les villages vaudois furent pillés, les hommes massacrés ou envoyés aux galères, les femmes violées avant d’être tuées. Certains furent même vendus en esclavage. Il y eut près de 3 000 personnes exterminées en cinq jours et 670 hommes rescapés envoyés aux galères du capitaine Paulin. Enfin, les terres furent confisquées et les biens pillés bradés au dixième de leur prix pour payer les soldats.
Le 12 février 1560, Paulon de Mauvans rallia les soixante églises protestantes de Provence à la conjuration d'Amboise, et ce furent deux mille hommes qui rejoignirent le parti huguenot. Ralliés au protestantisme après le synode de Chanforan de 1532, les Vaudois du Luberon fournirent près du quart des effectifs des huguenots d'Afrique du Sud lors de la révocation de l'édit de Nantes, qui provoque au total l'exil de plus de 200 000 huguenots.
En 1585, La Motte ainsi que la Tour-d'Aigues et Ansouis furent prises par le baron de Vins, chef de la Ligue en Provence.
Au XVIIe siècle, la baronnie de La Tour d'Aigues revient au Maréchal de Créquy, qui accepte de déplacer son moulin banal, aux frais des habitants de La Motte, aux confins des territoires de La Motte et de La Tour : c'est l'actuel lieu-dit du Moulin-Neuf.

### Révolution française
Le 12 août 1793 fut créé le département de Vaucluse, constitué des districts d'Avignon et de Carpentras, mais aussi de ceux d'Apt et d'Orange, qui appartenaient aux Bouches-du-Rhône, ainsi que du canton de Sault, qui appartenait aux Basses-Alpes.
La première moitié du XIXe siècle est marquée, comme dans l'ensemble du Luberon, par des conflits entre les habitants et leurs anciens seigneurs, qui ont pu conserver leurs anciens domaines. En 1825, la marquise de Caumont, héritière des Bruny de La Tour d'Aigues, et propriétaire des bois du Luberon (1 200 ha sur la commune et sur celle de Peypin), obtient du Tribunal d'Apt un arrêt obligeant la commune à faire les réparations nécessaires à l'entretien des canaux et à lui payer la redevance prévue. À la mort de la marquise, sans héritier direct, ses propriétés sont morcelées et mises en vente sous le Second Empire. Elles permettent la constitution de deux grands domaines viticoles dans la plaine : le domaine de La Bonde et le domaine de Saint-Jean.

### Période contemporaine

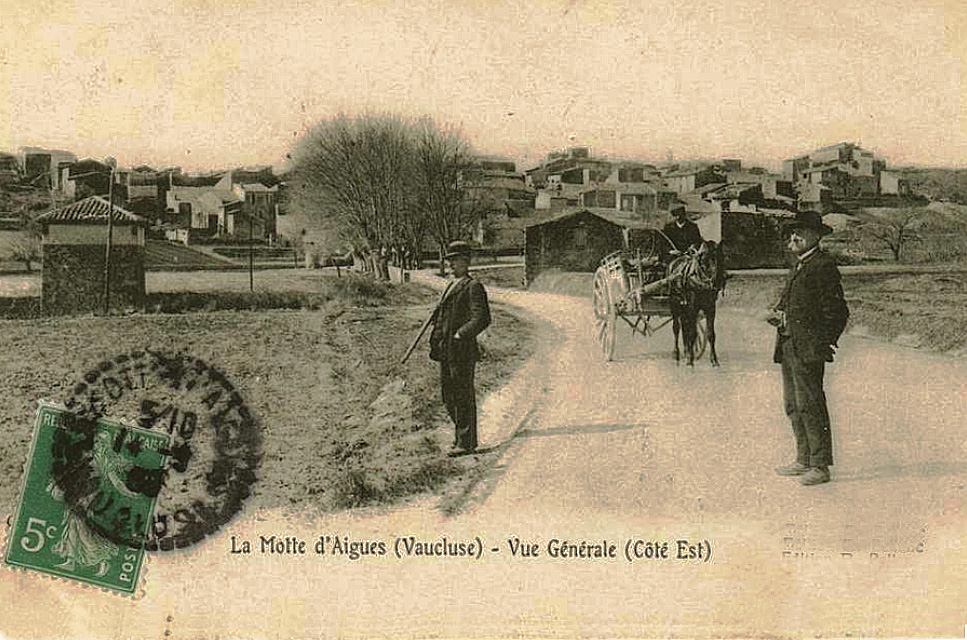
La Motte-d'Aigues au début du XXe siècle.

Au cours du XXe siècle, l'administration municipale, malgré la présence de grands propriétaires, est marquée à gauche, comme l'ensemble du canton de Pertuis (majorité républicaine, tendance radicale, puis socialiste voire communiste ou divers gauche après 1945). Le souvenir des massacres de Vaudois, sur ordre du Parlement de Provence, ainsi que la présence d'une communauté protestante, contribuent à l'ancrage de cette tradition républicaine dans cette région du Luberon, qui contraste avec l'ancien Midi blanc, resté longtemps royaliste.
Lors de la Seconde Guerre mondiale, le Luberon fut un centre actif des maquis de la Résistance. Le territoire de la Motte était inclus dans le triangle formé par Grambois, Cabrières-d'Aigues et Mirabeau. En août 1944, ces maquisards reçurent l'ordre de bloquer le pont de Mirabeau afin de couper toute retraite par la vallée de la Durance aux armées allemandes. Ils firent sauter une partie du tablier du pont dans la nuit du 17.

## Politique et administration

### Listes des maires
| Période                                  | Période   | Identité       | Étiquette | Qualité |
| ---------------------------------------- | --------- | -------------- | --------- | ------- |
| mars 1971                                | mars 2020 | Guy Genty      |           |         |
| mars 2020                                | en cours  | Alain Gouirand |           |         |
| Les données manquantes sont à compléter. |           |                |           |         |

### Instances administratives et juridiques
La Motte-d'Aigues est une des quatorze communes du canton de Pertuis qui totalise 32 492 habitants en 2006. Le canton fait partie de l'arrondissement d'Apt depuis 1801 (sauf de 1926 à 1933 où ce fut Cavaillon) et de la cinquième circonscription de Vaucluse depuis 2010 (avant l'ordonnance no 2009-935 du 29 juillet 2009 elle appartenait à la deuxième circonscription de Vaucluse). La Motte-d'Aigues fait partie du canton de Pertuis depuis 1801 après avoir fait partie du canton de Cucuron de 1793 à 1801.
La Motte-d'Aigues fait partie de la juridiction d’instance d’Apt, mais du greffe détaché Pertuis, et de grande instance, de prud'homale, de commerce et d'affaires de Sécurité sociale d’Avignon.

### Politique environnementale
Collecte et traitement des déchets des ménages et déchets assimilés et protection et mise en valeur de l'environnement dans le cadre de la communauté de communes Luberon-Durance.
La commune fait partie du syndicat intercommunal à vocations multiples (SIVOM) Durance-Luberon qui est un établissement public de coopération intercommunale (EPCI) qui regroupe 21 communes des 23 communes (Lourmarin et Vaugines n'en font pas partie) des deux cantons de Pertuis et de Cadenet a pour compétence la distribution de l'eau et l'assainissement. Il a été créé en 1989 par transformation du syndicat intercommunal créé en 1946 mais qui n'avait comme compétence que la distribution de l'eau. Il comprend 42 membres (deux par commune). Son président est Maurice Lovisolo (vice-président du conseil général de Vaucluse). Le prix de l'assainissement est variable dans chaque commune (à cause de la surtaxe communale) alors que celui de l'eau est identique.

### Fiscalité
| Taxe                                                | Part communale | Part intercommunale | Part départementale | Part régionale |
| --------------------------------------------------- | -------------- | ------------------- | ------------------- | -------------- |
| Taxe d'habitation (TH)                              | 11,50 %        | 0,19 %              | 7,55 %              | 0,00 %         |
| Taxe foncière sur les propriétés bâties (TFPB)      | 15,00 %        | 0,25 %              | 10,20 %             | 2,36 %         |
| Taxe foncière sur les propriétés non bâties (TFPNB) | 21,72 %        | 0,25 %              | 28,96 %             | 8,85 %         |
| Taxe professionnelle (TP)                           | 00,00 %        | 20,36 %             | 13,00 %             | 3,84 %         |

La part régionale de la taxe d'habitation n'est pas applicable.
La taxe professionnelle est remplacée en 2010 par la cotisation foncière des entreprises (CFE) portant sur la valeur locative des biens immobiliers et par la contribution sur la valeur ajoutée des entreprises (CVAE) (les deux formant la contribution économique territoriale (CET) qui est un impôt local instauré par la loi de finances pour 2010).

## Population et société

### Démographie

#### Évolution démographique
L'évolution du nombre d'habitants est connue à travers les recensements de la population effectués dans la commune depuis 1793. Pour les communes de moins de 10 000 habitants, une enquête de recensement portant sur toute la population est réalisée tous les cinq ans, les populations de référence des années intermédiaires étant quant à elles estimées par interpolation ou extrapolation. Pour la commune, le premier recensement exhaustif entrant dans le cadre du nouveau dispositif a été réalisé en 2007.

En 2022, la commune comptait 1 418 habitants, en évolution de +5,9 % par rapport à 2016 (Vaucluse : +1,73 %, France hors Mayotte : +2,11 %).
| 1793 | 1800 | 1806 | 1821 | 1831 | 1836 | 1841 | 1846 | 1851 |
| ---- | ---- | ---- | ---- | ---- | ---- | ---- | ---- | ---- |
| 412  | 349  | 428  | 428  | 462  | 457  | 462  | 443  | 441  |

| 1856 | 1861 | 1866 | 1872 | 1876 | 1881 | 1886 | 1891 | 1896 |
| ---- | ---- | ---- | ---- | ---- | ---- | ---- | ---- | ---- |
| 454  | 446  | 426  | 453  | 428  | 415  | 409  | 335  | 329  |

| 1901 | 1906 | 1911 | 1921 | 1926 | 1931 | 1936 | 1946 | 1954 |
| ---- | ---- | ---- | ---- | ---- | ---- | ---- | ---- | ---- |
| 411  | 414  | 429  | 417  | 409  | 405  | 413  | 286  | 295  |

| 1962 | 1968 | 1975 | 1982 | 1990 | 1999  | 2006  | 2007  | 2012  |
| ---- | ---- | ---- | ---- | ---- | ----- | ----- | ----- | ----- |
| 295  | 371  | 442  | 591  | 748  | 1 010 | 1 253 | 1 288 | 1 330 |

| 2017  | 2022  | - | - | - | - | - | - | - |
| ----- | ----- | - | - | - | - | - | - | - |
| 1 334 | 1 418 | - | - | - | - | - | - | - |

### Enseignement
La commune de la Motte-d'Aigues a une école primaire,, ensuite les élèves sont affectés au collège Albert-Camus à La Tour-d'Aigues,, puis le lycée Val-de-Durance à Pertuis (enseignement général) ou lycée Alexandre-Dumas à Cavaillon soit lycée Alphonse-Benoit à L'Isle-sur-la-Sorgue (enseignements techniques).

### Sports
La commune permet la pratique de la randonnée.
Grâce à l'étang de la Bonde, la pratique de la baignade, ainsi que la pêche et la planche à voile sont possibles. Le plan d'eau de la Bonde est ainsi ouvert à la baignade toute l'année et est surveillée à partir du 1er juillet jusqu'au 31 août sur la plage principale côté ouest (commune voisine) de l'étang face au camping. L'entrée du parking de cette plage est payant durant la période estivale, mais on peut se garer librement vers la digue sud sur le parking du restaurant du lac. Quatre courts de tennis sont à disposition toute l'année.

### Santé
L'hôpital le plus proche est à Pertuis.

### Cultes

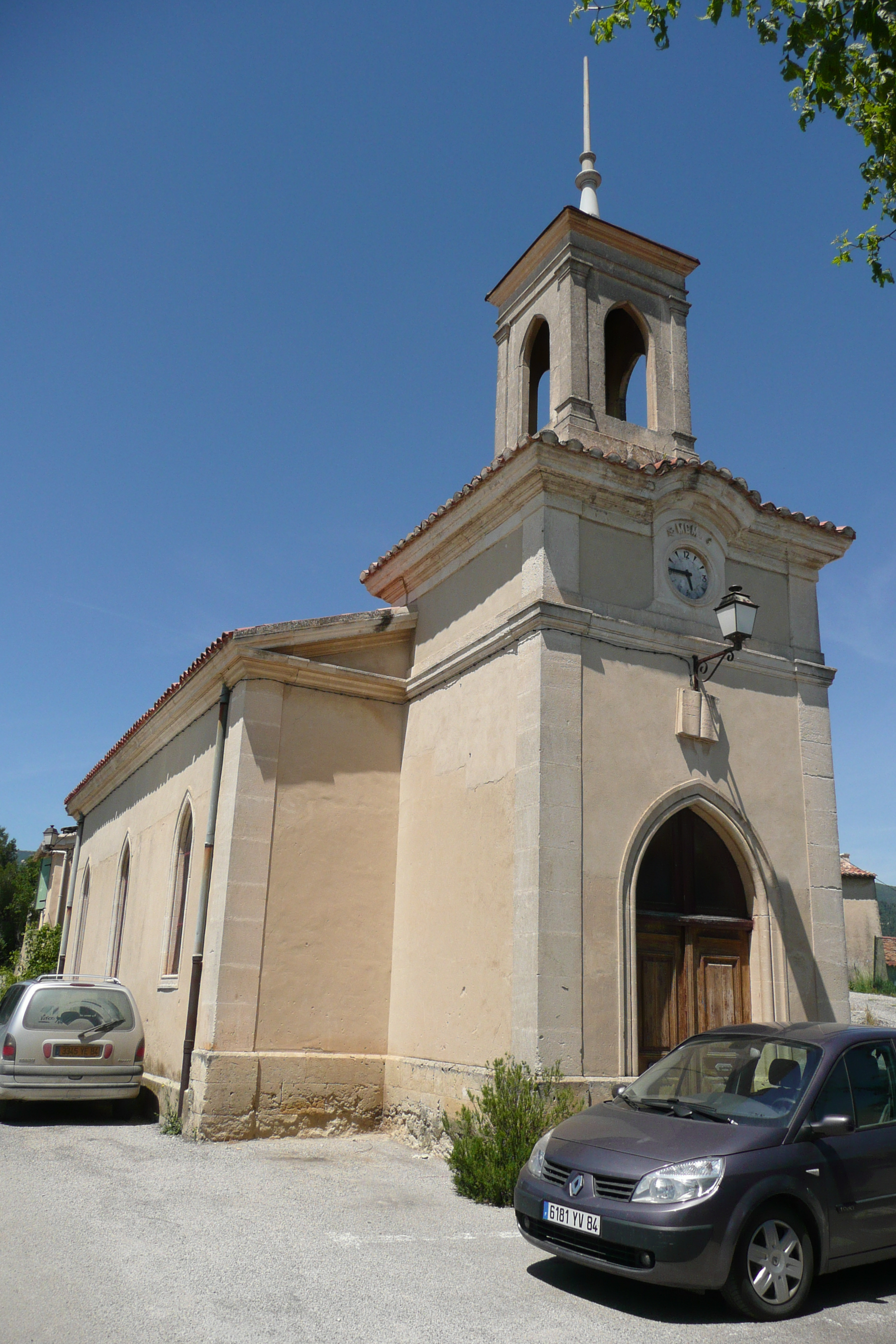
Le temple de La Motte-d'Aigues.

L'ancienne paroisse était sous le vocable de Saint-Jean. Une nécropole gallo-romaine, fouillée près de la ferme du même nom, au sud du village, correspond sans doute au premier site d'implantation chrétienne. L'église actuelle, sous le vocable de Saint-Florentin, est un bâtiment remontant au XVe siècle, modifiée au XVIIe siècle : sur le linteau d'une de ses portes a été gravée la date de 1618. Elle fut agrandie et restaurée dans le goût du XIXe siècle. Elle est affectée au culte catholique, au sein de la paroisse de La Tour-d'Aigues.
Le temple de la commune a eu une histoire plus mouvementée. Après la Révolution on assista au retour de quelques familles exilées à la suite du massacre des Vaudois. Le village de la Motte vit son temple reconstruit en 1817. Celui-ci menaçant de tomber en ruines dès la fin du XIXe siècle, il fut décidé de le reconstruire. Ce fut fait au cours de l'année 1904 et il put être inauguré le 30 juillet 1905. Cette paroisse est de nos jours fusionnée avec celles de Lourmarin et de Cabrières-d'Aigues.
Il existe aussi une chapelle privative au château de la Bonde (XIXe siècle).

## Économie

### Agriculture

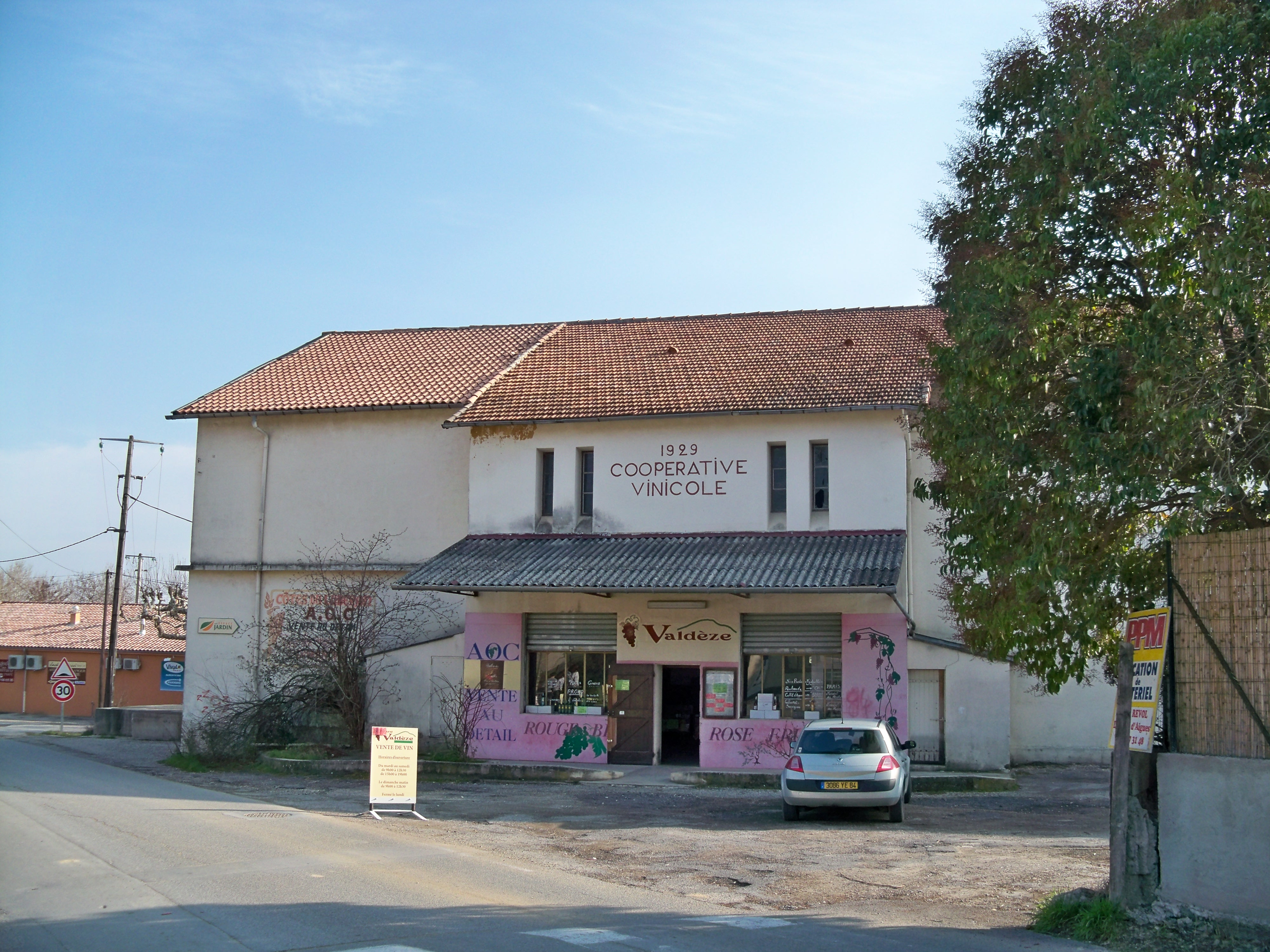
Cave coopérative vinicole de la Motte-d'Aigues.

L'irrigation a permis de développer des cultures de primeurs. Mais la commune s'est résolument tournée vers l'exploitation des vergers (cerise), des oliviers et de la vigne. Le vignoble de la commune est classé dans l'appellation d'origine contrôlée (AOC) côtes-du-luberon. Les vins qui ne sont pas en appellation d'origine contrôlée peuvent revendiquer, après agrément le label vin de pays d'Aigues. La quasi-totalité de ces vins sont vinifiés et élevés à la cave de la Motte-d'Aigues, par La Bastide du Claux ou au Domaine de la Bonde.
Les agriculteurs disposent en ligne d'un service météo qui couvre leur commune.

### Tourisme
Comme l'ensemble des communes du Luberon, le tourisme joue un rôle, directement ou indirectement, dans l'économie locale.
On peut considérer trois principales sortes de tourisme en Luberon. Tout d'abord, le tourisme historique et culturel qui s'appuie sur un patrimoine riche des villages perchés ou sur des festivals. Ensuite, le tourisme détente qui se traduit par un important développement des chambres d'hôtes, de l'hôtellerie et de la location saisonnière, par une concentration importante de piscines et par des animations comme des marchés provençaux. Enfin, le tourisme vert qui profite des nombreux chemins de randonnées et du cadre protégé qu'offrent le Luberon et ses environs.
En plus, fait unique, elle offre une base nautique sur l'étang de la Bonde.

## Culture locale et patrimoine

### Lieux et monuments
Il y aurait sur la commune deux lavoirs et quatre fontaines alimentées par des mines d’eau.
- L'étang de la Bonde (30 hectares), le plus grand plan d'eau du département, créé au XVe siècle par Fouquet d'Agout pour alimenter son château de La Tour-d'Aigues.
- Le château de La Bonde, grande bâtisse jouxtant l’étang, fut le centre d’un vaste domaine viticole établi au XIXe siècle par la famille Fagniez, comprenant 130 hectares de terres, plusieurs fermes (la ferme du château, la Petite Bonde, la Félicianne, le Moulin Neuf), une colline et l’étang (30 hectares). Le château à proprement parler est une maison de maître édifiée au bout d’une double allée de platanes centenaires, prolongée par une aile en retour abritant une chapelle domestique et flanquée par l’élégante tour de l’horloge.
- Le Moulin-Neuf, ancien moulin banal de la seigneurie de La Tour d'Aigues, reconstruit au début du XVIIe siècle aux confins du territoire de La Motte et en aval de l'étang.
- La nécropole gallo-romaine située près de la ferme de Saint-Jean.
- Un monument aux morts.
- Église Saint-Florent-et-Saint-Florentin de La Motte-d'Aigues (XVe et XVIIe siècles).

### Vie locale
- Marché artisanal nocturne le jeudi, en été.
- Fête communale le 2e dimanche de juillet.
- Fête de la Vigne et du Vin le samedi de l'Ascension.

### Personnalités liées à la commune
- Pierre Joubert, un Vaudois de La Motte-d'Aigues, exilé en Afrique du Sud où il fonda les villages de Provence, de Lamotte et de La Roque.
- Gustave Fagniez (1842-1927), écrivain et académicien, était propriétaire du château de la Bonde au bord de l'étang du même nom.
- Charles Fagniez (1874-1952), entomologiste.

### Héraldique
| Blason de La Motte-d'Aigues | Les armes peuvent se blasonner ainsi : D'argent au château de gueules, ajouré et maçonné de sable, ouvert du champ, posé sur une terrasse aussi de sable. |